# Stefania Łukowicz-Mokwa
Stefania Katarzyna Łukowicz-Mokwa (ur. 13 grudnia 1892 w Adelaide, zm. 3 marca 1975 w Sopocie) – skrzypaczka polska, nauczycielka języków obcych, żona malarza Mariana Mokwy.

## Życiorys
Była córką polskiego podróżnika i lekarza, urodzonego pod Chojnicami Maksymiliana Łukowicza, pochodzącego ze znanej rodziny pomorskich społeczników. Ojciec od 1889 przebywał w Australii, tam zawarł związek małżeński z Catharine Lacey (o korzeniach irlandzkich), w 1895 przyjął poddaństwo brytyjskie. W Australii przyszły na świat dwie córki Łukowiczów – Stefania i Maria Leokadia (1894–1917).
Stefania Łukowiczówna, od dzieciństwa zdradzająca duży talent muzyczny, dzięki pobranym prywatnym lekcjom wcześnie przyswoiła sobie grę na skrzypcach w stopniu pozwalającym na publiczne występy. W czasie jednego z takich koncertów jej grę usłyszał Ignacy Jan Paderewski, który nakłonił Maksymiliana Łukowicza do wysłania córki na studia muzyczne do Europy. W Berlinie Łukowiczówna pobierała lekcje prywatne u Josepha Joachima, a potem do 1917 studiowała w konserwatorium pod kierunkiem Issaya Barmasa. W latach berlińskich poznała starszego o trzy lata Mariana Mokwę i zaręczyła się z nim.
W latach 1917–1919 dała szereg koncertów na Pomorzu, wspierając polski ruch narodowy. W 1919 powróciła do Australii, przez kolejne dwa lata koncertując jako solistka w Sydney i innych większych miastach, a także występując w Indiach, Cejlonie, ponadto w krajach europejskich (Anglia, Francja, Włochy, Niemcy). W 1921 rodzice podjęli decyzję o osiedleniu się w niepodległej Polsce i Stefania Łukowiczówna wraz z nimi zamieszkała w Sopocie, w willi nazwanej na cześć australijskiego miasta „Adelajdą”. 11 lipca 1922 w kościele Najświętszej Maryi Panny Gwiazdy Morza w Sopocie zawarła ślub z Marianem Mokwą. Kontynuowała działalność koncertową, występując głównie na uroczystościach charytatywnych. W 1925, po powołaniu orkiestry symfonicznej Polskiego Towarzystwa Muzycznego w Gdańsku pod kierunkiem Jana Niwińskiego, została solistką tej orkiestry.
W latach 30. angażowała się także w pracę pedagogiczną. Wykorzystując dobre przygotowanie językowe – znała na wysokim poziomie niemiecki, angielski i francuski – została lektorką języka angielskiego w polskich szkołach handlowych Macierzy Szkolnej w Gdańsku, w Instytucie Handlu Morskiego, w liceum handlu morskiego w Gdańsku, w Państwowej Szkole Morskiej, w liceum i gimnazjum humanistycznym w Gdyni. Pracowała w tym charakterze do wybuchu II wojny światowej.
Po wojnie nie prowadziła działalności artystycznej i pedagogicznej, poza krótkim czasem zaraz po wojnie, gdy związana była z sopockim Teatrem Muzyczno-Dramatycznym. Wspierała pracę artystyczną męża, zajmowała się też rodziną – synem i dwiema córkami. Zapamiętana została jako osoba wielkiej skromności i właśnie ta cecha zadecydować miała o jej wczesnym wycofaniu się z koncertowania dla szerokiej publiczności i ograniczeniu się do kameralnych imprez charytatywnych. Zmarła w Sopocie 3 marca 1975, pochowana została na tamtejszym cmentarzu katolickim (kwatera C1-20-3).

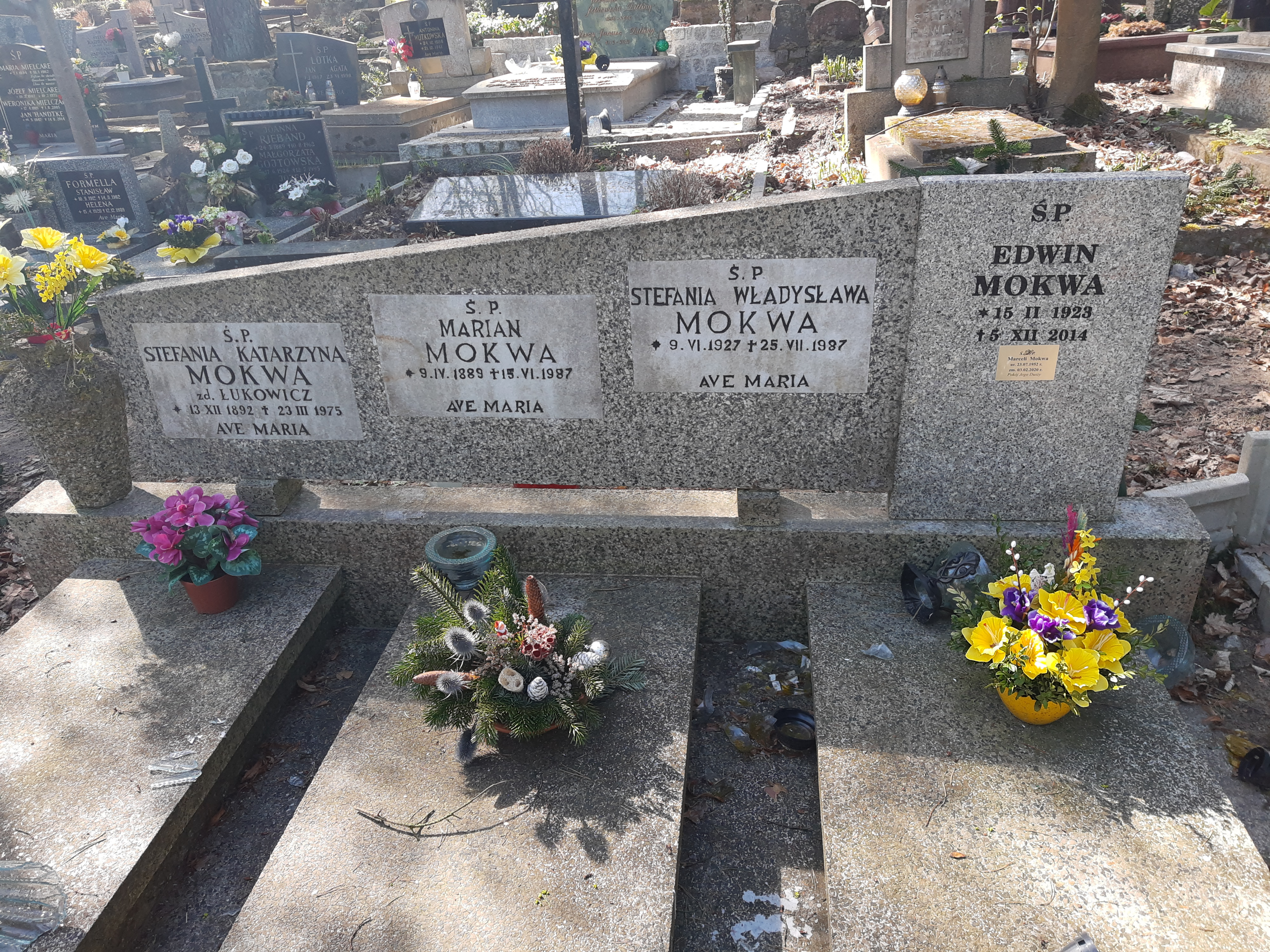
Grób Mariana i Stefanii Mokwów na cmentarzu katolickim w Sopocie